# IBM System/360

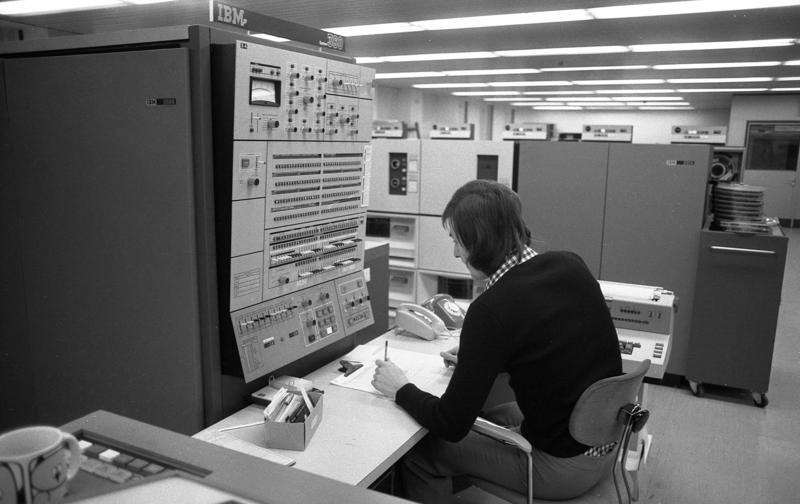
Egy IBM System/360 a Volkswagen-nél

Az IBM System/360 (S/360) az IBM egy nagyszámítógép-családja (mainframe). Az IBM 1964. április 7-én jelentette be, majd 1965 és 1978 között forgalmazta. Ez volt az első számítógépcsalád, amely a számítástechnika egy viszonylag teljes területét lefedte, az üzleti célú felhasználástól kezdve a tudományos alkalmazásig. Felépítésében az architektúra élesen elkülönült a megvalósítástól, ezáltal az IBM különböző árú és teljesítményű, ám teljesen kompatibilis modelleket tudott megjelentetni. A legdrágább kialakításokat kivéve ezek a gépek mikrokódot használtak az utasításkészlet végrehajtására, amely 8 bites (bájt) szervezésű memóriaterületet címezhet, bináris, decimális és lebegőpontos adattípusokkal végzendő műveleteket is tartalmaz.
A leglassúbb System/360 modell sebessége 0,0018 és 0,034 MIPS között volt, a leggyorsabb modellé kb. 50-szer ennyi. A gépek belső memóriája 8 KiB-től akár 8 MiB-ig terjedhetett (habár az utóbbi elég ritka volt), és 8 MiB lassabb, külső tárat is használhattak (IBM 2361 Large Capacity Storage).
A 360-asok nagyon sikeresek voltak a számítástechnikai piacon, skálázhatóságuk, teljesítményük és teljes kompatibilitásuk miatt. Ez a felépítés nagy hatással volt sok más, köztük modern számítógép terveire és felépítésére is.
Az S/360 sorozat fő tervezője Gene Amdahl volt, a projektet Fred Brooks vezette, az IBM-vezér Thomas J. Watson főnöksége alatt. A 360-asok piaci megjelenését John R. Opel vezényelte 1964-től.
Az alkalmazások kompatibilitását az IBM a mai napig fenntartja: a System/360 szoftverei változtatás nélkül futtathatók az IBM zSeries gépeken.

## Fordítás
- Ez a szócikk részben vagy egészben  az   IBM System/360 című angol Wikipédia-szócikk ezen változatának fordításán alapul.  Az eredeti cikk szerkesztőit annak laptörténete sorolja fel. Ez a jelzés csupán a megfogalmazás eredetét és a szerzői jogokat jelzi, nem szolgál a cikkben szereplő információk forrásmegjelöléseként.

### IBM Journal of Research and Development
- Architecture of the IBM System/360 — By S/360 architects Gene Amdahl (HW), Fred Brooks (OS), and G. A. Blaauw (HW)
- Solid Logic Technology — By E. M. Davis, W. E. Harding, R. S. Schwartz and J. J. Corning

### IBM Systems Journal
- Blaauw, G. A., and Brooks, F.P., Jr., "The Structure of System/360, Part I-Outline of the Logical Structure" Archiválva 2016. április 23-i dátummal a Wayback Machine-ben, IBM Systems Journal, vol. 3, no. 2, pp. 119–135, 1964.
- Stevens, W. Y., The structure of SYSTEM/360, Part II: System implementations" Archiválva 2016. március 3-i dátummal a Wayback Machine-ben, IBM Systems Journal, Volume 3, Number 2/3, Page 136 (1964)
- Amdahl, G. M., "The structure of SYSTEM/360, Part III: Processing unit design considerations" Archiválva 2016. március 3-i dátummal a Wayback Machine-ben, IBM Systems Journal, Volume 3, Number 2/3, Page 144 (1964)
- Padegs, A., "The structure of SYSTEM/360, Part IV: Channel design considerations" Archiválva 2016. március 3-i dátummal a Wayback Machine-ben, IBM Systems Journal, Volume 3, Number 2/3, Page 165 (1964)
- Blaauw, G.A., " The structure of SYSTEM/360, Part V: Multisystem organization" Archiválva 2016. március 3-i dátummal a Wayback Machine-ben, IBM Systems Journal, Volume 3, Number 2/3, Page 181 (1964)
- Tucker, S. G., "Microprogram control for SYSTEM/360" Archiválva 2016. március 3-i dátummal a Wayback Machine-ben IBM Systems Journal, Volume 6, Number 4, pp. 222–241 (1967)

### Általános
- IBM's announcement of the System/360
- Generations of the IBM 360/370/3090/390 by Lars Poulsen with multiple links and references
- Several photos of a dual processor IBM 360/67 at the University of Michigan's academic Computing Center in the late 1960s or early 1970s are included in Dave Mills' article describing the Michigan Terminal System (MTS)
- Pictures Archiválva 2011. július 16-i dátummal a Wayback Machine-ben of an IBM S/360-67 at Newcastle (UK) University
- Video of a two-hour lecture and panel discussion entitled The IBM System/360 Revolution, from the Computer History Museum on 2004-04-07
- scanned manuals of IBM System/360 — at bitsavers.org
- Description of a large IBM System/360 model 75 installation at JPL
- "The Beginning of I.T. Civilization - IBM's System/360 Mainframe" by Mike Kahn
- Illustrations from “Introduction to IBM Data Processing Systems”, 1968: contains photographs of IBM System/360 computers and peripherals
- Dates of announcement, first ship and withdrawal of all models of the IBM System/360
- IBM System 360 RPG Debugging Template and Keypunch Card